# Brinay, Cher

Brinay este o comună în departamentul Cher, Franța. În 1 ianuarie 2022 avea o populație de 507 de locuitori.